# Paul Sharits
Paul Jeffrey Sharits (* 7. Februar 1943 in Denver; † 8. Juli 1993 in Buffalo) war ein US-amerikanischer Künstler und Filmemacher.

## Leben
Sharits wurde in Denver geboren und machte an der University of Denver’s School of Art den BFA in Malerei. In den 1960ern begann er mit 16-mm-Filmen zu arbeiten. Er gehörte zur Bewegung des Experimentalfilms.
Paul Sharits war mit mehreren Filmen Teilnehmer der Documenta 5 in Kassel im Jahr 1972 in der Abteilung Individuelle Mythologien: Film , der Filmschau: New American Cinema und auch auf der Documenta 6 im Jahr 1977 als Künstler vertreten. Dazwischen war die Galerie Rolf Ricke/Projection Ursula Wevers seine europäische Anlaufstelle und Aufführungsort.
Er starb am 8. Juli 1993.

## Filmografie
- 1966: Ray Gun Virus
- 1966: Piece Mandala
- 1968: N:O:T:H:I:N:G